# Begonia sosefiana
Espèce
Begonia sosefiana est une espèce de plantes de la famille des Begoniaceae.
Elle a été décrite en 2005 par Jan Jacobus Friedrich Egmond de Wilde (1932-…) et Johannes Leonardus Cornelis Hendrikus van Valkenburg (1964-).